# 塔彭龍屬
塔彭龍屬（學名：Tappenosaurus）是種已滅絕合弓綱動物，是盤龍目楔齒龍科的一屬，化石被發現於美國德州的聖安吉洛組（San Angelo Formation）地層，地質年代相當於二疊紀中期。
在1953年，美國古生物學家Everett C. Olson等人將這三個標本建立為新屬，模式種是巨型塔彭龍（T. magnus）。屬名是以發現化石的Neil Tappen博士為名；種名意為「巨大的」，意指其巨大體型。Everett C. Olson等人在命名塔彭龍屬時，建立個別的塔彭龍科（Tappenosauridae）以包含此屬。
正模標本是個破碎的身體骨骼，包含頭顱骨後段、牙齒與肋骨碎片、第二頸椎、一節背椎、三個神經棘、左右肱骨末端、部份骨盆。第二個標本包含：數節頸椎、一個肋骨、一個肩胛鳥喙骨。第三個標本則只有肋骨。這些骨頭非常大，甚至大於異齒龍最大型化石的相同部位；異齒龍是塔彭龍的近親，具有大型背帆。塔彭龍的身長被估計可達5.5公尺，體型相當於恐頭獸類的最大型物種；恐頭獸類生存於二疊紀的稍晚時期，比盤龍目還要進階。